# Alcalá de Guadaíra
Pour les articles homonymes, voir Alcalá.
Alcalá de Guadaíra est une ville espagnole, située dans la province de Séville, dans la communauté autonome d'Andalousie. Elle fait partie de la comarque de la zone métropolitaine de Séville.
Traversée par le Guadaíra, elle est bordée par Séville et Dos Hermanas, et desservie par l'autoroute A-92. D'ici 2026, une ligne de tramway devrait la relier à la ligne 1 du métro de Séville.
Dans l'Antiquité puis aux débuts du Moyen Âge, la ville est turdétane et s'appelle Irippo. Elle est conquise par les Arabes au VIIe siècle, puis les Castillans au XIIIe siècle. Le nom d'Alcalá de Guadaíra provient de la période de domination arabe et signifie « la place forte sur la rivière Ayra ». Le château date de cette même époque.
Politiquement, la commune constitue un bastion du Parti socialiste.

## Géographie

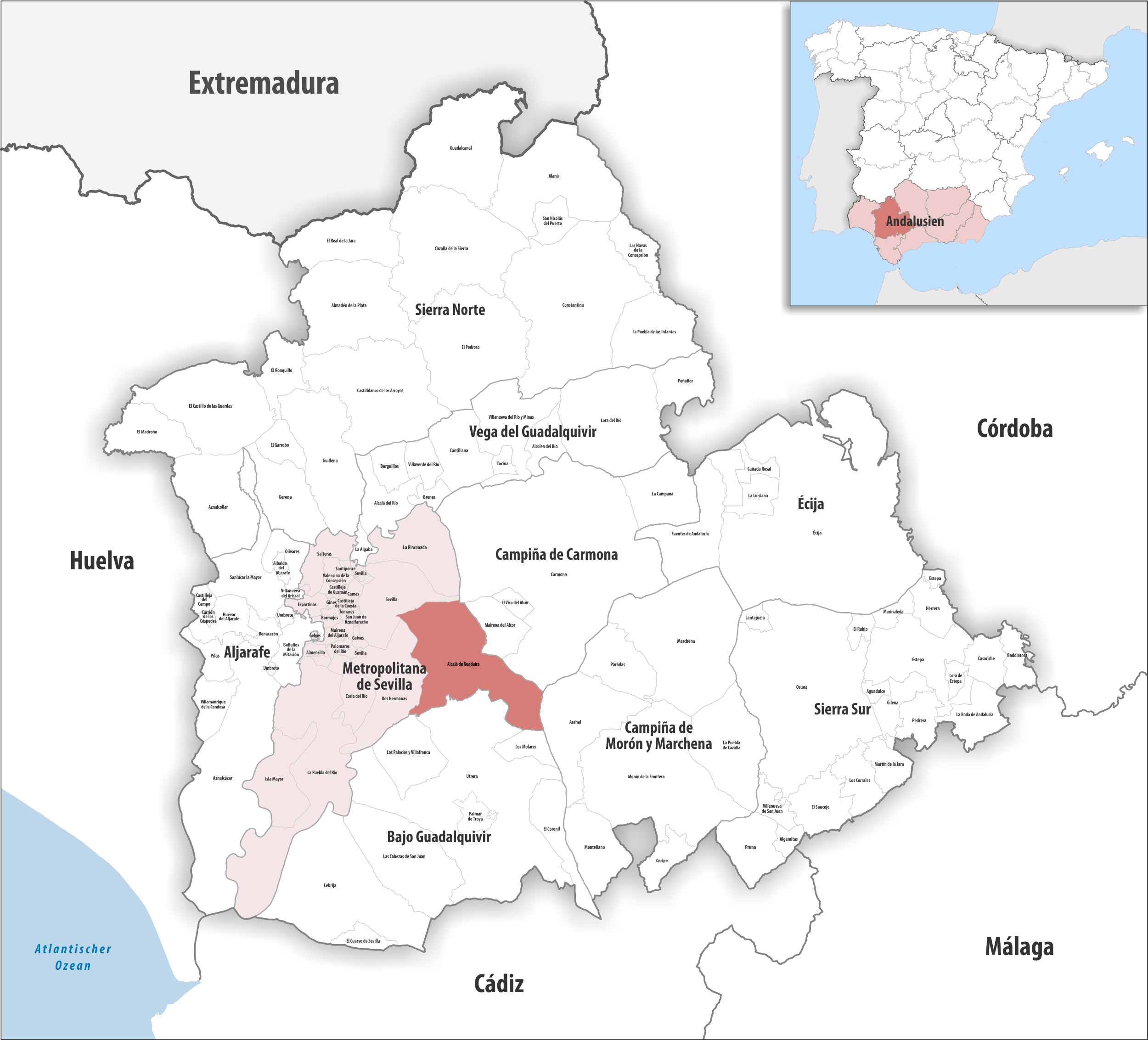
Alcalá de Guadaíra dans la province de Séville / en Andalousie

### Localisation
Alcalá de Guadaíra est située en Andalousie, proche du centre de la province de Séville, et dans l'est de la comarque de la zone métropolitaine de Séville.
La plus grande ville à proximité est Séville, située à 17 km à l'ouest. Madrid est à 389 km au nord-est.

### Communes limitrophes
|              | Séville (Este-Alcosa-Torreblanca) | Carmona                   |
| Dos Hermanas | Alcalá de Guadaíra                | Mairena del Alcor Carmona |
|              | Utrera ~ • ~ Los Molares          | Arahal                    |

Seule Dos Hermanas appartient également à la zone métropolitaine de Séville.

### Description
Alcalá de Guadaíra est située à 46 mètres d'altitude.[réf. nécessaire]
Le Guadaíra est le principal cours d'eau qui traverse le territoire communal.

### Transports
Alcalá de Guadaíra est traversée, au nord, par l'autoroute A-92, qui relie Séville à Malaga. Elle est bordée, au nord et à l'ouest, par la voie rapide SE-40. Elle est reliée à Morón de la Frontera par la route régionale A-360, à Dos Hermanas par l'A-392 et à Carmona par l'A-398.
La commune est desservie par les lignes de bus interurbains M-104, M-106, M-120, M-121, M-122, M-123, M-123B et M-221, relevant du consortium des transports métropolitains de la zone de Séville (CTMAS). Elle dispose, en outre, d'un réseau urbain composé de cinq lignes circulaires, opéré par sept minibus au gaz naturel pour véhicules.
La Junte d'Andalousie entreprend en 2010 la construction d'une ligne de tramway devant relier Alcalá de Guadaíra à la station Pablo de Olavide de la ligne 1 du métro de Séville, et dont les travaux sont interrompus et relancés à plusieurs reprises. La mise en service commercial n'aura pas lieu avant 2025.

## Toponymie
Le nom d'Alcalá de Guadaíra est d'origine arabe. Provenant des mots « Qall'at Yâbir » et « Wadi Ayra », il signifie littéralement « la place forte sur la rivière Ayra ».
En 2001, le conseil municipal décide de procéder à la « normalisation linguistique » du toponyme de la commune, ajoutant un accent sur le « i » de Guadaíra, le mettant en conformité avec la prononciation locale qui comportait un accent tonique sur le « i ». La décision est ratifiée un an plus tard par le Conseil de gouvernement d'Andalousie.

## Histoire
Au VIIe siècle, à l'occasion de leur conquête de l'Hispanie, les Arabes prennent la ville turdétane d'Irippo et lui donnent le nom qui deviendra le sien en espagnol par la suite. Elle passe sous l'autorité du royaume de Castille à la suite du siège de Séville, en 1248.

## Politique et administration

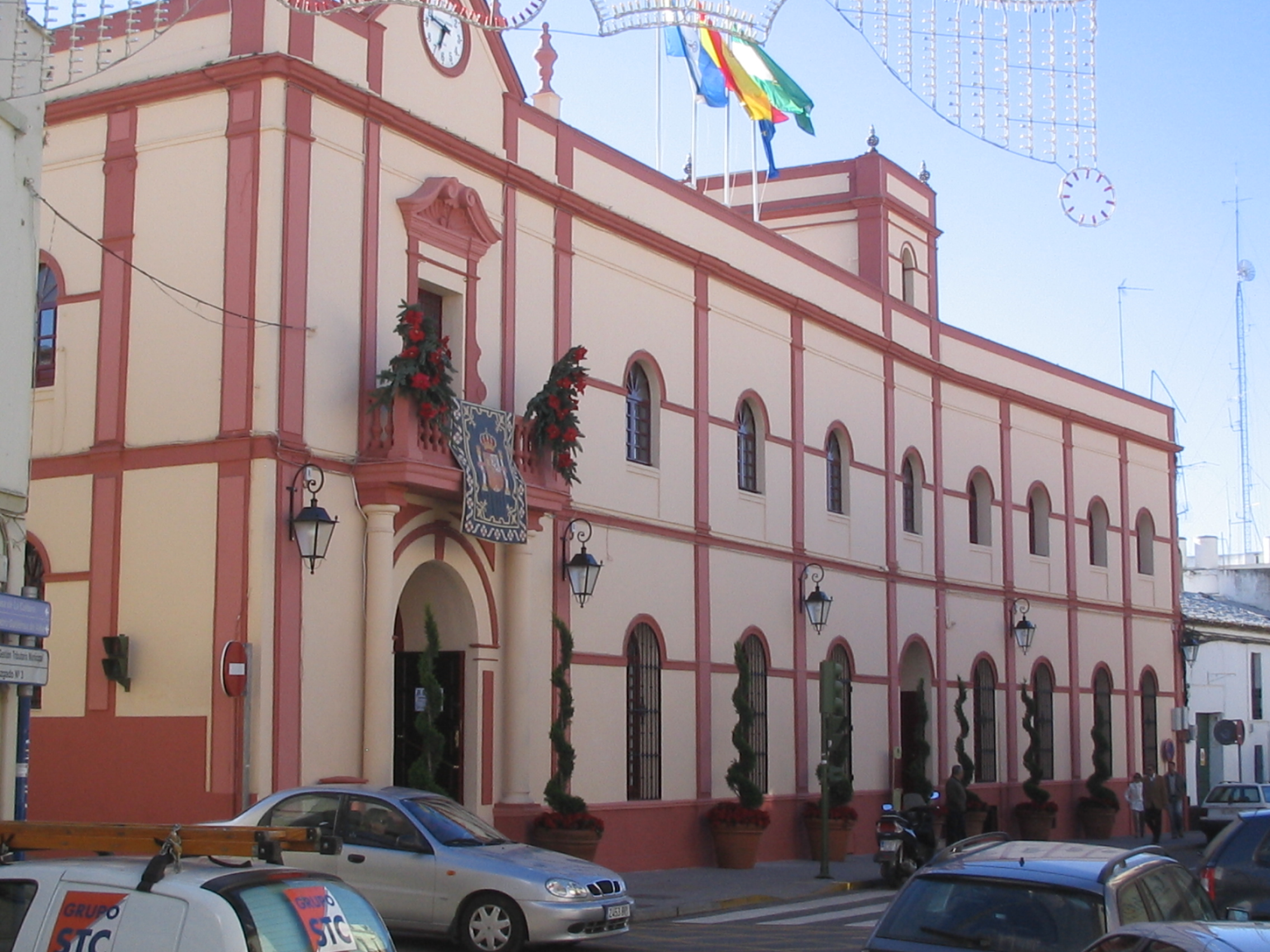
L'hôtel de ville d'Alcalá de Guadaíra.

### Rattachements administratifs et électoraux
Alcalá de Guadaíra appartient à la comarque de la zone métropolitaine de Séville, à la province de Séville et à la communauté autonome d'Andalousie.
Elle relève de la circonscription de Séville pour les élections aux Cortes Generales et au Parlement d'Andalousie.
Elle dépend du district judiciaire d'Alcalá de Guadaíra.

### Tendances politiques
Alcalá de Guadaíra constitue un fief du Parti socialiste, qui y a remporté la plupart des élections.
| Scrutin           | 1er | 1er  | 1er     | 2e | 2e      | 2e      | 3e | 3e           | 3e      | 4e | 4e      | 4e      | 5e | 5e      | 5e      |
| ----------------- | --- | ---- | ------- | -- | ------- | ------- | -- | ------------ | ------- | -- | ------- | ------- | -- | ------- | ------- |
| Municipales 2011  |     | PSOE | 44,68 % |    | PP      | 32,28 % |    | PA           | 9,88 %  |    | IULV-CA | 6,60 %  |    | UPyD    | 4,03 %  |
| Générales 2011    |     | PSOE | 39,85 % |    | PP      | 38,75 % |    | IU           | 8,18%   |    | UPyD    | 7,32 %  |    | PA      | 3,66 %  |
| Régionales 2012   |     | PSOE | 43,96 % |    | PP      | 32,87 % |    | IULV-CA      | 11,30 % |    | UPyD    | 5,29 %  |    | PA      | 4,45 %  |
| Européennes 2014  |     | PSOE | 36,90 % |    | PP      | 17,67 % |    | UPyD         | 10,76 % |    | IU      | 10,69 % |    | Podemos | 10,65 % |
| Régionales 2015   |     | PSOE | 30,63 % |    | Podemos | 20,44 % |    | PP           | 18,60 % |    | Cs      | 9,89 %  |    | IULV-CA | 6,04 %  |
| Municipales 2015  |     | PSOE | 32,18 % |    | PP      | 18,62 % |    | Alcalá Puede | 15,02 % |    | IULV-CA | 11,87 % |    | PA      | 9,79 %  |
| Générales 2015    |     | PSOE | 31,83 % |    | Podemos | 22,78 % |    | PP           | 21,65 % |    | Cs      | 15,04 % |    | UP      | 5,69 %  |
| Générales 2016    |     | PSOE | 32,90 % |    | PP      | 25,39 % |    | UP           | 22,53 % |    | Cs      | 15,74 % |    | PACMA   | 2,01 %  |
| Régionales 2018   |     | PSOE | 28,27 % |    | Cs      | 19,28 % |    | AA           | 19,09 % |    | PP      | 14,67 % |    | Vox     | 11,06 % |
| Générales 04/2019 |     | PSOE | 35,54 % |    | Cs      | 18,32 % |    | UP           | 17,46 % |    | Vox     | 12,87 % |    | PP      | 11,81 % |
| Municipales 2019  |     | PSOE | 34,86 % |    | AA      | 14,11 % |    | PP           | 11,88 % |    | Cs      | 11,54 % |    | Vox     | 10,33 % |
| Européennes 2019  |     | PSOE | 42,84 % |    | Cs      | 14,79 % |    | UP           | 13,50 % |    | PP      | 13,45 % |    | Vox     | 8,89 %  |
| Générales 11/2019 |     | PSOE | 34,16 % |    | Vox     | 20,00 % |    | UP           | 15,71 % |    | PP      | 15,28 % |    | Cs      | 8,83 %  |
| Régionales 2022   |     | PP   | 40,86 % |    | PSOE    | 23,81 % |    | Vox          | 11,99 % |    | AA      | 8,24 %  |    | PorA    | 7,33 %  |
| Municipales 2023  |     | PSOE | 36,61 % |    | PP      | 20,63 % |    | Vox          | 14,33 % |    | ALC     | 8,56 %  |    | AxSí    | 6,63 %  |
| Générales 2023    |     | PSOE | 36,05 % |    | PP      | 30,48 % |    | Vox          | 15,49 % |    | SMR     | 14,37 % |    | PACMA   | 1,29 %  |
| Européennes 2024  |     | PSOE | 32,93 % |    | PP      | 31,41 % |    | Vox          | 10,89 % |    | SALF    | 8,24 %  |    | SMR     | 5,69 %  |

### Conseil municipal
Lors des élections municipales du 28 mai 2023, la ville d'Alcalá de Guadaíra comptait 75 917 habitants. Son conseil municipal (Pleno del Ayuntamiento) se compose donc de 25 élus.
| Parti | Parti              | 1979 | 1983 | 1987 | 1991 | 1995 | 1999 | 2003 | 2007 | 2011 | 2015 | 2019 | 2023 |  |
| ----- | ------------------ | ---- | ---- | ---- | ---- | ---- | ---- | ---- | ---- | ---- | ---- | ---- | ---- |  |
|       | Alcalá Nos Importa |      |      |      |      |      |      |      |      |      |      |      | 2    |  |
|       | Alcalá Puede       |      |      |      |      |      |      |      |      |      | 4    |      |      |  |
|       | AxSí               |      |      |      |      |      |      |      |      |      |      | 2    | 2    |  |
|       | Cs                 |      |      |      |      |      |      |      |      |      | 2    | 3    |      |  |
|       | PCE                | 6    | 2    |      |      |      |      |      |      |      |      |      |      |  |
|       | IU                 |      |      | 2    | 3    | 5    | 3    | 1    | 1    | 1    | 3    |      |      |  |
|       | PSA/PA             | 2    | 0    | 5    | 5    | 3    | 2    | 2    | 1    | 2    | 2    |      |      |  |
|       | CP                 |      | 3    |      |      |      |      |      |      |      |      |      |      |  |
|       | PP                 |      |      |      | 2    | 6    | 5    | 5    | 5    | 9    | 5    | 3    | 6    |  |
|       | PSOE               | 8    | 16   | 18   | 15   | 11   | 15   | 17   | 18   | 13   | 9    | 10   | 11   |  |
|       | AA                 |      |      |      |      |      |      |      |      |      |      | 4    |      |  |
|       | UCD                | 5    |      |      |      |      |      |      |      |      |      |      |      |  |
|       | Vox                |      |      |      |      |      |      |      |      |      |      | 3    | 4    |  |
| Total | Total              | 21   | 21   | 25   | 25   | 25   | 25   | 25   | 25   | 25   | 25   | 25   | 25   |  |

### Liste des maires
| Mandat    | Maire | Maire                                                         | Parti |
| --------- | ----- | ------------------------------------------------------------- | ----- |
| 1979-1983 |       | Félix Juan Montero Gómez Manuel Hermosín (1982)               | PSOE  |
| 1983-1987 |       | Manuel Hermosín                                               | PSOE  |
| 1987-1991 |       | Manuel Hermosín                                               | PSOE  |
| 1991-1995 |       | Manuel Hermosín Guillermina Navarro (1994)                    | PSOE  |
| 1995-1999 |       | Antonio Gutiérrez Limones                                     | PSOE  |
| 1999-2003 |       | Antonio Gutiérrez Limones                                     | PSOE  |
| 2003-2007 |       | Antonio Gutiérrez Limones                                     | PSOE  |
| 2007-2011 |       | Antonio Gutiérrez Limones                                     | PSOE  |
| 2011-2015 |       | Antonio Gutiérrez Limones                                     | PSOE  |
| 2015-2019 |       | Antonio Gutiérrez Limones Ana Isabel Jiménez Contreras (2016) | PSOE  |
| 2019-2023 |       | Ana Isabel Jiménez Contreras                                  | PSOE  |
| 2023-2027 |       | Ana Isabel Jiménez Contreras                                  | PSOE  |

## Démographie
| 1900  | 1910  | 1920   | 1930   | 1940   | 1950   | 1960   | 1970   | 1981   |
| ----- | ----- | ------ | ------ | ------ | ------ | ------ | ------ | ------ |
| 8 198 | 8 940 | 11 038 | 16 816 | 20 477 | 25 279 | 31 004 | 33 999 | 45 352 |

| 1986   | 1991   | 1996   | 2001   | 2006   | 2011   | 2016   | 2021   | - |
| ------ | ------ | ------ | ------ | ------ | ------ | ------ | ------ | - |
| 50 181 | 52 257 | 56 312 | 57 830 | 64 990 | 72 800 | 75 080 | 75 546 | - |

## Lieux et monuments
- Le château d'Alcalá de Guadaíra, forteresse almohade dont les origines remontent au IXe siècle ;
- Le pont du Dragon (Puente del Dragón), ouvert à la circulation en 2007, est le seul pont figuratif en Europe[16].

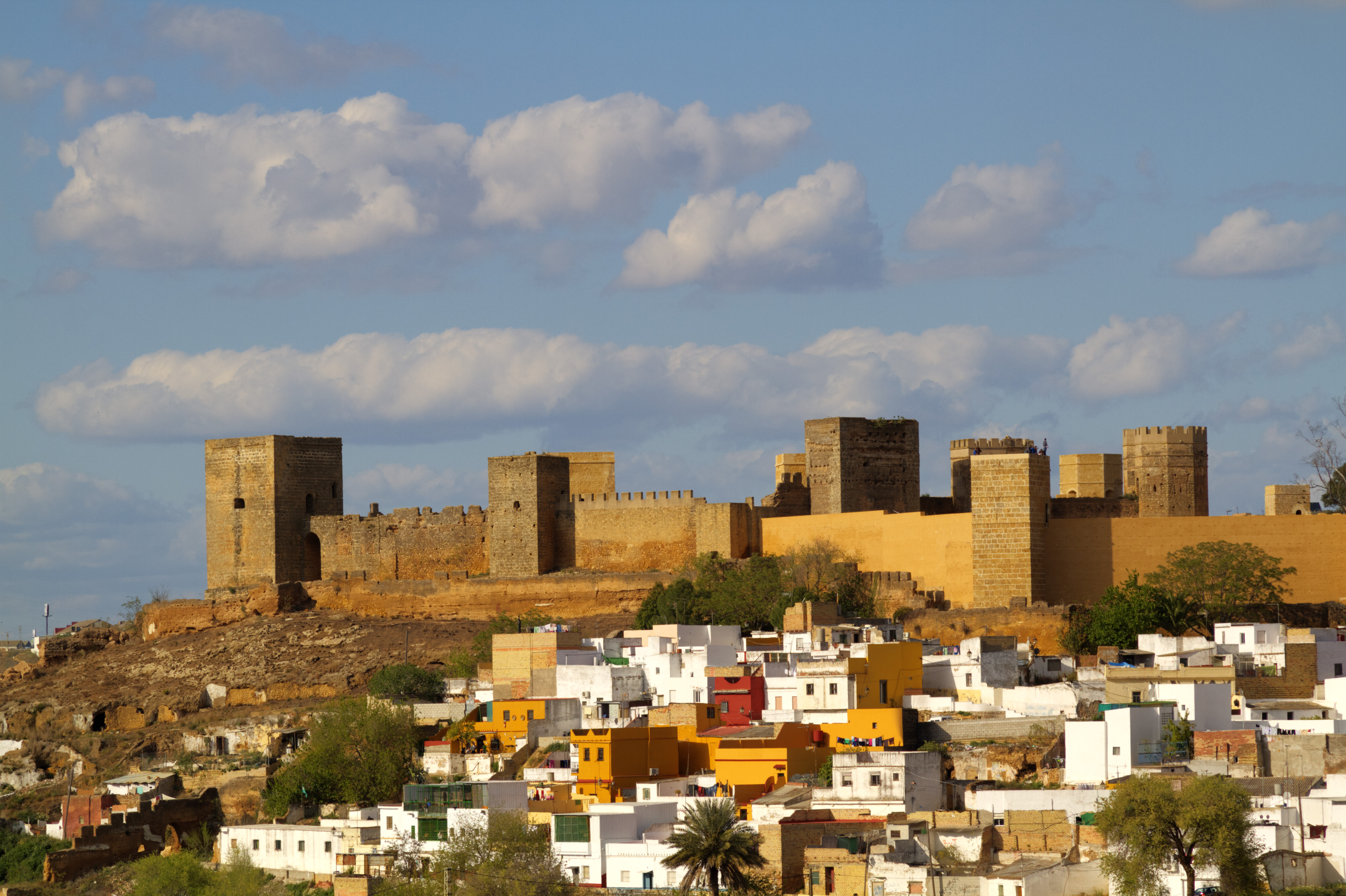
Le château d'Alcalá.
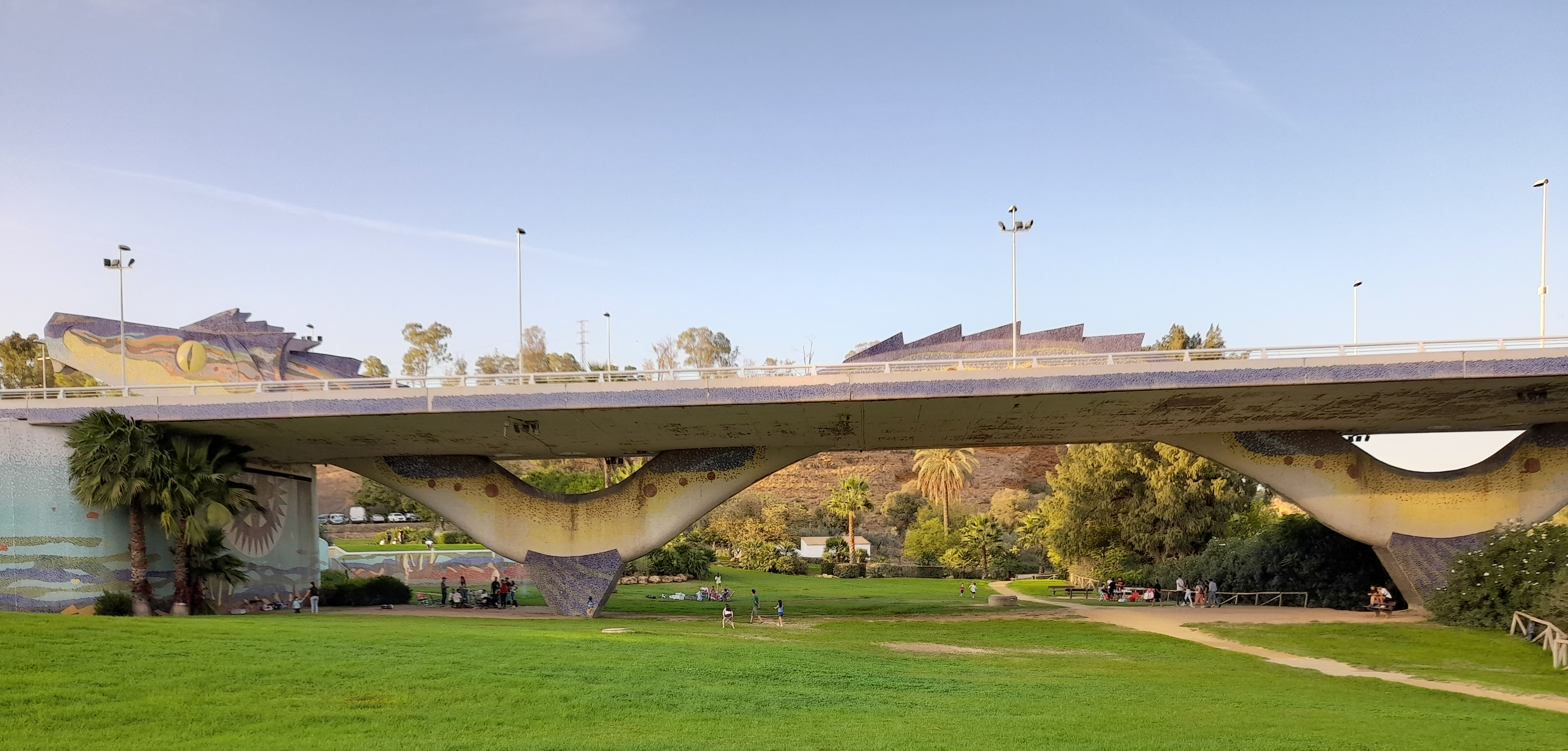
Le pont du Dragon.